# 托比·加德

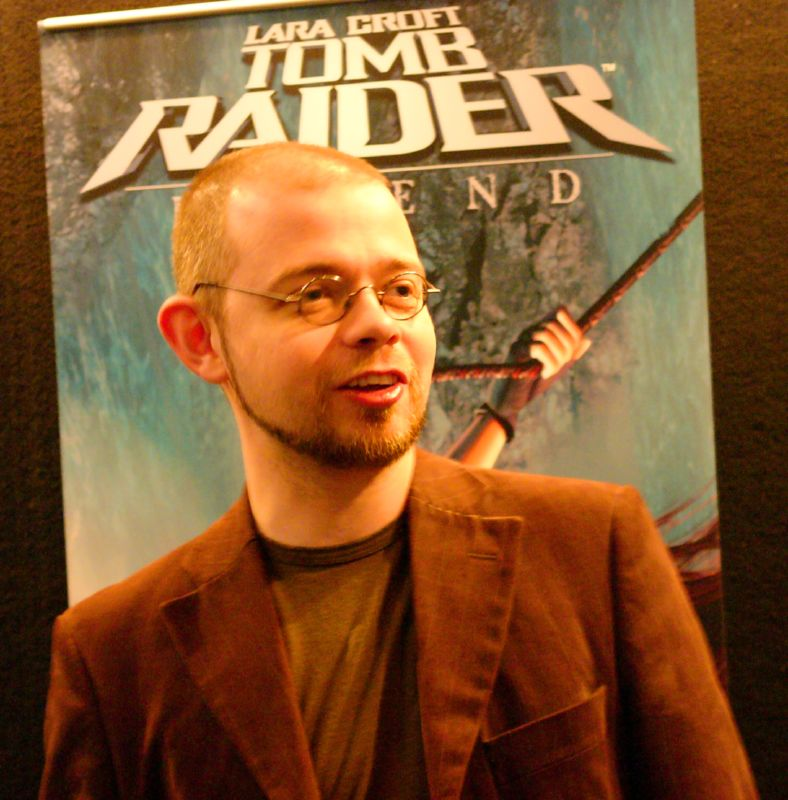
2005年，托比·加德于E3展

托比·加德（Toby Gard，1972年6月8日—），是一位英国电脑游戏角色设计师及顾问。他及他的团队创造出了著名虚拟角色：英国女考古学家劳拉·克劳馥。 劳拉被《吉尼斯世界纪录大全》以「最成功的电子游戏女英雄」為名義收录其中。

## 经历
加德最初受雇于Core Design，作为95年初代《古墓丽影》开发团队的一员参与游戏设计，正是他创造了最初的劳拉角色。他负责包括劳拉在内游戏中绝大多数角色的创作，同时负责游戏过场动画、全动态影像的故事板以及管理关卡设计师。尽管Core Design在创作上给了加德很大的创作空间，但他们仍然希望游戏能突出劳拉的性感，甚至要求加德在游戏中加入一段裸体代码。加德拒绝这样做，他对劳拉定位是“一个女英雄角色，既酷又冷静，”并表示“我从没打算在古墓丽影中创造像三版女郎那样的角色。”
1997年，由于此时古墓丽影系列已取得巨大成功，Core Design不再给予加德任何创新自由。加德最终选择离开Core Design。
在1997年末，他与曾经共事过的保羅·道格拉斯（Paul Douglas）共同成立 Confounding Factor公司，并宣布开发一款名为《Galleon》的新游戏。但此游戏直到7年后才在微软的Xbox上发行。
此后，加德被Eidos（即《古墓丽影》系列的发行方及版权持有方）召入旗下，与晶体动力共同完成《古墓丽影》重启之作《古墓奇兵：不死傳奇》的开发。虽然最初加德仅是以创意顾问的角色被聘用，但他最终参与了劳拉的视觉重设、角色设计监督、故事编写、角色运动系统的设计与执行，并导演了过场动画。
此系列的下一部作品，《古墓奇兵：重返禁地》，是对系列首部作品古墓丽影的一次完全重制。它由晶体动力与Buzz Monkey Software共同开发。加德在此作中只扮演“故事顾问”的角色。同时，游戏中也加入他个人的评论音轨。
在《古墓丽影：地下世界》中，加德负责游戏剧本编写、过场动画指导、配音指导、动作捕捉指导等工作，并导演了此游戏的欧洲版电视宣传广告。 此后，加德与Eric Lindstrom共同获得美国编剧工会奖“最佳电子游戏编剧”提名。
2009年，托比·加德表示他正领导某设计团队开发一个新项目。但不久之后，他离开了此团队，作为游戏顾问加入Focal Point游戏公司。
他目前正在制作一部网络漫画，名为《另一个世界》。
2012至2014年间，加德作为游戏导演参与了《YAIBA:忍者外传Z》的制作。
2014年，加德成立了新的工作室，名为Tangentlemen。